# Mookgophong (Gemeinde)

Gemeindegebiet bis 2016

Wappen der Gemeinde

Die Gemeinde (Local Municipality) Mookgophong (auch Mookgopong) war Teil des Distrikts Waterberg in der südafrikanischen Provinz Limpopo. Auf einer Fläche von 4271 km² lebten 35.640 Einwohner (Stand 2011). Der Sitz der Gemeindeverwaltung befand sich in der Stadt Mookgophong (bis 2006 Naboomspruit).
Das Motto der Gemeinde lautete Our Future Together, „Unsere gemeinsame Zukunft“.